# Paco León
Francisco León Barrios (Sevilha, 4 de outubro de 1974) é um ator, produtor e diretor espanhol. É irmão da atriz María León, e filho da atriz Carmina Barrios.

## Filmografia
| Cinema | Cinema                             | Cinema     | Cinema                         |
| Ano    | Título                             | Personagem | Notas                          |
| ------ | ---------------------------------- | ---------- | ------------------------------ |
| 2001   | Amar y morir en Sevilla            |            |                                |
| 2002   | Asalto informático                 | LK         | Filme para TV                  |
| 2003   | La vida mancha                     | Tipo       | Papel menor                    |
| 2004   | Recambios                          |            |                                |
| 2005   | Reinas                             | Narciso    |                                |
| 2005   | Madagascar                         | Álex       | Dublagem                       |
| 2005   | Valiant                            | Valiant    | Dublagem                       |
| 2006   | La dama boba                       | Professor  |                                |
| 2006   | Los Managers                       |            |                                |
| 2008   | Sexykiller, morirás por ella       | Víctima    | Cameo                          |
| 2008   | Madagascar: Escape 2 Africa        | Álex       | Dublagem                       |
| 2009   | Dieta mediterránea                 | Toni       |                                |
| 2011   | No lo llames amor... llámalo X     | Fermín     | Papel principal                |
| 2012   | Carmina o revienta                 |            | Diretor                        |
| 2012   | Madagascar 3: Europe's Most Wanted | Álex       | Dublagem                       |
| 2013   | 3 bodas de más                     | Mikel      | Personagem principal           |
| 2014   | Carmina y amén                     |            | Diretor                        |
| 2016   | Kiki, el amor se hace              | Paco       | Personagem principal e diretor |
| 2016   | Embarazados                        | Fran       | Personagem principal           |
| 2018   | Tribu Urbana DANCE                 | Fidel      | Personagem principal           |
| 2018   | Toc Toc                            | Emilio     |                                |

### Televisão
| Televisão     | Televisão                    | Televisão          | Televisão                       |
| Ano           | Título                       | Personagem         | Notas                           |
| ------------- | ---------------------------- | ------------------ | ------------------------------- |
| 1999          | Castillos en el aire         |                    | 1 episódio                      |
| 2000          | Jet lag                      |                    | 1 episódio                      |
| 2001          | Moncloa, ¿dígame?            | Mario              | Papel principal (13 episódios)  |
| 2003-2005     | Homo zapping                 | Vários personagens | Papel principal (41 episódios)  |
| 2004          | Siete vidas                  | Eduardo y Luisma   | 2 episódios                     |
| 2005-2014     | Aída                         | Luisma             | Papel principal (237 episódios) |
| 2007          | Planeta Finito               | Convidado          | 1 episódio                      |
| 2007          | Ácaros                       |                    | Produtor                        |
| 2010          | El club del chiste VIP       | Convidado          | 1 episodio                      |
| 2011          | El club de la comedia        | Convidado          | 1 episodio                      |
| 2014          | Hable con ellas en Telecinco | Convidado          | 1 programa                      |
| 2016          | En la tuya o en la mía       | Convidado          | 1 programa                      |
| 2017-presente | Allí abajo                   | ¿?                 | ¿? episódios                    |

### Curtametragens
- Días rojos (2004) - Canijo.
- Con lengua (2006) - Javier.
- Espagueti western (2007) (Voz) - Trovador.

### Teatro
- Bradmilla, con Maripaz Sayago (1999)
- Madre, el drama padre (2001)
- ¿Estás ahí? (2009)
- Lisístrata - Festival de Teatro de Mérida (2010)
- The Hole (2011)

### Dança
- “Cosas pequeñas que se mueren” – Mes de Danza de Sevilla (1997)

### Internet
- Lo que surja (2009)